# Antoine Chambert-Loir

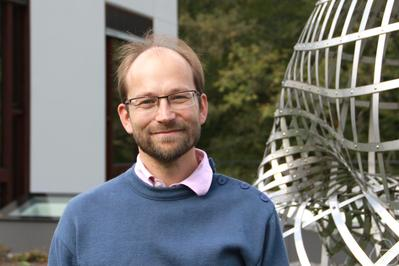
Antoine Chambert-Loir

Antoine Chambert-Loir (* 26. April 1971) ist ein französischer Mathematiker, der sich mit arithmetischer algebraischer Geometrie befasst.

## Leben
Chambert-Loir wurde 1995 bei Daniel Bertrand an der Universität Pierre und Marie Curie promoviert (Extensions vectorielles, périodes et hauteurs). Er war Professor an der École polytechnique, an der Universität Rennes I, und von 2012 bis 2015 an der Universität Paris-Süd. Ab 2015 war er Professor an der Universität Paris VII. Als diese 2019 mit der Universität Paris V zur Université Paris Cité fusionierte, setzte er seine Professorentätigkeit an der neuen Universität fort.
Er befasst sich unter anderem mit dem Abzählen rationaler und ganzzahliger Punkte auf verschiedenen algebraischen Varietäten über Zahlkörpern, zum Beispiel mit Yuri Tschinkel von Punkten beschränkter Höhe in äquivarianten Kompaktifizierungen affiner Räume und torischen Varietäten (mit Tschinkel). Er führte ein nach ihm benanntes Maß auf nichtarchimedischen analytischen Räumen im Sinn von Berkovich ein und wandte es auf Gleichverteilungsfragen und in der Arakelov-Geometrie an.
2009 war er Von Neumann Fellow am Institute for Advanced Study. Er ist Junior-Mitglied des Institut universitaire de France. Für 2017 wurde ihm der Ferran-Sunyer-i-Balaguer-Preis zugesprochen. 2023 wurde er zum Mitglied der Academia Europaea gewählt.
Er hat einen Mathematik-Blog: Freedom Math Dance.

## Schriften
- Field Guide to Algebra, Springer Verlag 2005
- mit Serge Cantat, Vincent Guedj Quelques aspects des systèmes dynamiques polynomiaux, Panorama et Synthèse, Band 30, SMF 2010
  - Darin von Chambert-Loir das Kapitel Theorèmes d'equidistribution pour les systèmes dynamiques d'origine arithmétique, S. 203–294,  mit Cantat: Dynamique p-adique (d´après les exposés de Jean-Christophe Yoccoz), S. 295.
- Mesures et équidistribution sur des espaces de Berkovich, J. reine angew. Mathematik, Band 595, 2006, S. 215–235, Arxiv
- mit François Loeser Motivic Height Zetafunctions, 2013
- Lectures on height zeta functions: At the confluence of algebraic geometry, algebraic number theory, and analysis, Lectures French-Japanese Winter School, Miura 2008
- Heights and measures on analytic spaces. A survey of recent results, and some remarks, in: Raf Cluckers, Johannes Nicaise, Julien Sebag Motivic Integration and its Interactions with Model Theory and Non-Archimedean Geometry, London Mathematical Society Lecture Note Series 384, Cambridge University Press 2011, S. 1–50, Arxiv
- Points de petite hauteur sur les variétés semi-abéliennes, Annales scientifiques de l'École Normale Supérieure, 33, 2000, 789–821.
- Géométrie d'Arakelov et hauteurs canoniques sur des variétés semi-abéliennes, Mathematische Annalen, 314, 1999, 381–401.
- Théorie de Dieudonné cristalline et périodes p-adiques, 1997
- mit Jean-Benoît Bost Analytic curves in algebraic varieties over number fields, in Tschinkel, Yuri Manin Algebra, Arithmetic and Geometry, Birkhäuser 2009, Arxiv